# Ług (dopływ Bugu)
Ług (ukr. Луга Łuha) – niewielka rzeka na Ukrainie, w obwodzie wołyńskim, prawy dopływ Bugu. Nad Ługiem położony jest Włodzimierz.